# Eric Lichtenstein
Eric Lichtenstein (ur. 6 października 1994 w Buenos Aires) – argentyński kierowca wyścigowy.

## Życiorys

### Początki kariery
Eric karierę rozpoczął w roku 2003, od startów w kartingu. W 2011 roku zadebiutował w profesjonalnych seriach wyścigów jednomiejscowych.
W Chińskiej Formule Pilota oraz Top Series Race zaliczył sześć wyścigów, w drugiej z nich stając na podium. Zdobyte punkty sklasyfikowały go odpowiednio na 17. i 11. miejscu. Argentyńczyk wziął udział także w jednej rundzie Formuły Metropolitana. Dziewięć punktów pozwoliło mu zająć 22. pozycję w końcowej klasyfikacji.

### Formuła Ford
W sezonie 2012 podpisał kontrakt z ekipą Racing Jamun, na starty w Brytyjskiej Formule Ford. Lichtenstein spisał się znakomicie, zwyciężając w 11 z 23 startów. Na skutek słabszej pierwszej połowy sezonu i przez to poniesieniu dużych strat punktowych, nie mógł zdobyć tytułu mistrzowskiego i ostatecznie sklasyfikowany został na 3. miejscu. Najlepszy był za to w Pucharze Europy Formuły Ford, w której triumfował trzykrotnie.

### Seria GP3
Na sezon 2013 Argentyńczyk nawiązał współpracę z brytyjską stajnią Carlin. W żadnym z dziesięciu wyścigów, w których wystartował, nie zdołał zdobyć punktów. Został sklasyfikowany na 22 pozycji w klasyfikacji końcowej.

## Wyniki

### GP3
| Legenda oznaczeń w tabelach wyników Wyświetl szablon na nowej stronie | Legenda oznaczeń w tabelach wyników Wyświetl szablon na nowej stronie                                                                     |
| Oznaczenie                                                            | Wyjaśnienie |
| --------------------------------------------------------------------- | --- |
| Złoty                                                                 | Zwycięzca lub mistrzostwo |
| Srebrny                                                               | 2. miejsce lub wicemistrzostwo |
| Brązowy                                                               | 3. miejsce lub II wicemistrzostwo |
| Zielony                                                               | Ukończył, punktował (w klasyfikacji generalnej, gdy zdobył co najmniej jeden punkt na przestrzeni sezonu, poza trzema powyższymi opcjami) |
| Niebieski                                                             | Ukończył, nie punktował (w klasyfikacji generalnej, gdy nie zdobył co najmniej jednego punktu na przestrzeni sezonu)                      |
| Czerwony                                                              | Nie zakwalifikował się (NZ) |
| Czerwony                                                              | Nie prekwalifikował się (NPK) |
| Różowy                                                                | Nie ukończył (NU) |
| Różowy                                                                | Niesklasyfikowany (NS) (w klasyfikacji generalnej, gdy nie został sklasyfikowany w żadnym wyścigu sezonu)                                 |
| Czarny                                                                | Zdyskwalifikowany (DK) |
| Czarny                                                                | Wykluczony (WYK/EX) |
| Biały                                                                 | Nie wystartował (NW) |
| Biały                                                                 | Kontuzjowany (K/INJ) |
| Biały                                                                 | Wyścig odwołany (OD/C) |
| Bez koloru                                                            | Został wycofany (WYC/WD) |
| Bez koloru                                                            | Nie przybył (NP/DNA) |
| Bez koloru                                                            | Nie brał udziału w treningach (NT/DNP) |
| Bez koloru                                                            | Nie został zgłoszony (–) |
| Pogrubienie                                                           | Start z pole position |
| Kursywa                                                               | Najszybsze okrążenie wyścigu |
| †                                                                     | Nie ukończył, ale jego rezultat został zaliczony ze względu na przejechanie więcej niż 90% dystansu wyścigu.                              |
| *                                                                     | Sezon w trakcie |
| 1/2/3                                                                 | Punktowana pozycja w sprincie kwalifikacyjnym                                                                                             |
| Lista systemów punktacji Formuły 1                                    | |

| Rok  | Zespół | Wyniki w poszczególnych eliminacjach | Wyniki w poszczególnych eliminacjach | Wyniki w poszczególnych eliminacjach | Wyniki w poszczególnych eliminacjach | Wyniki w poszczególnych eliminacjach | Wyniki w poszczególnych eliminacjach | Wyniki w poszczególnych eliminacjach | Wyniki w poszczególnych eliminacjach | Wyniki w poszczególnych eliminacjach | Wyniki w poszczególnych eliminacjach | Wyniki w poszczególnych eliminacjach | Wyniki w poszczególnych eliminacjach | Wyniki w poszczególnych eliminacjach | Wyniki w poszczególnych eliminacjach | Wyniki w poszczególnych eliminacjach | Wyniki w poszczególnych eliminacjach | Punkty | Pozycja |
| ---- | ------ | ------------------------------------ | ------------------------------------ | ------------------------------------ | ------------------------------------ | ------------------------------------ | ------------------------------------ | ------------------------------------ | ------------------------------------ | ------------------------------------ | ------------------------------------ | ------------------------------------ | ------------------------------------ | ------------------------------------ | ------------------------------------ | ------------------------------------ | ------------------------------------ | ------ | ------- |
| 2013 | Carlin | ESP                                  | ESP                                  | VAL                                  | VAL                                  | GBR                                  | GBR                                  | DEU                                  | DEU                                  | HUN                                  | HUN                                  | BEL                                  | BEL                                  | ITA                                  | ITA                                  | ARE                                  | ARE                                  | 0      | 22      |
| 2013 | Carlin | 18                                   | 10                                   | NU                                   | NU                                   | 14                                   | 10                                   | NU                                   | 21                                   | 18                                   | 16                                   | -                                    | -                                    | -                                    | -                                    | -                                    | -                                    | 0      | 22      |

### Podsumowanie
| Sezon   | Seria                          | Zespół                    | Wyścigi | Zwycięstwa | pole position | NO | Podium | Punkty | Pozycja |
| ------- | ------------------------------ | ------------------------- | ------- | ---------- | ------------- | -- | ------ | ------ | ------- |
| 2010–11 | Top Race Series                | Crespi Competición Alpine | 6       | 0          | 0             | 0  | 1      | 33     | 11      |
| 2011    | Formula Pilota China           | Asia Racing Team          | 6       | 0          | 0             | 0  | 0      | 10     | 17      |
| 2011    | Fórmula Metropolitana          | Scuderia Ramini           | 2       | 0          | 0             | 0  | 0      | 9      | 22      |
| 2012    | Brytyjska Formuła Ford         | Jamun Racing              | 23      | 11         | 11            | 7  | 15     | 484    | 3       |
| 2012    | Europejski Puchar Formuły Ford | Jamun Racing              | 12      | 3          | 5             | 4  | 11     | N/A    | N/A     |
| 2013    | Seria GP3                      | Carlin                    | 10      | 0          | 0             | 0  | 0      | 0      | 22      |